# جوردی بروور
جوردی بروور (هلندی: Jordy Brouwer؛ زادهٔ ۲۶ فوریهٔ ۱۹۸۸) بازیکن فوتبال اهل هلند است.

## باشگاهی
از باشگاه‌هایی که در آن بازی کرده‌است می‌توان به باشگاه فوتبال آژاکس آمستردام، باشگاه فوتبال لیورپول، باشگاه فوتبال دن هاگ، و تیم ملی فوتبال هلند اشاره کرد.
وی همچنین در تیم ملی فوتبال زیر ۲۱ سال هلند بازی کرده‌است.